# Weinberg (Winterthur)

Karte des Quartiers

Weinberg ist ein Quartier der Stadt Winterthur. Zusammen mit den Quartieren Oberfeld, Lindenplatz, Niederfeld, Neuburg, Hardau, Härti und Taggenberg gehört es zum Kreis 6 (Wülflingen).

## Geografie
Weinberg bildet den nordöstlichen Teil des Stadtkreis Wülflingen, dessen bebauter Teil am Fusse des Wolfensbergs liegt. Es umfasst den Teil nördlich der Wülflinger- respektive Salomon-Hirzel-Strasse sowie östlich der Autobahn A1. Das Quartiergebiet erfasst auch einen grossen Teil des Wolfensbergwalds mit den namensgebenden Rebbergen an dessen Hängen.
Im Süden Weinbergs liegen die Quartiere Oberfeld und Lindenplatz, im Westen das Quartier Taggenberg. Im Osten grenzt Weinberg an den Stadtkreis Veltheim – zum grössten Teil das Quartier Rosenberg und zu einem kleineren Teil an das Quartier Blumenau. Im Norden liegt auf der anderen Seite der Stadtgrenze Ohringen, das zur Gemeinde Seuzach gehört.

## Bildung

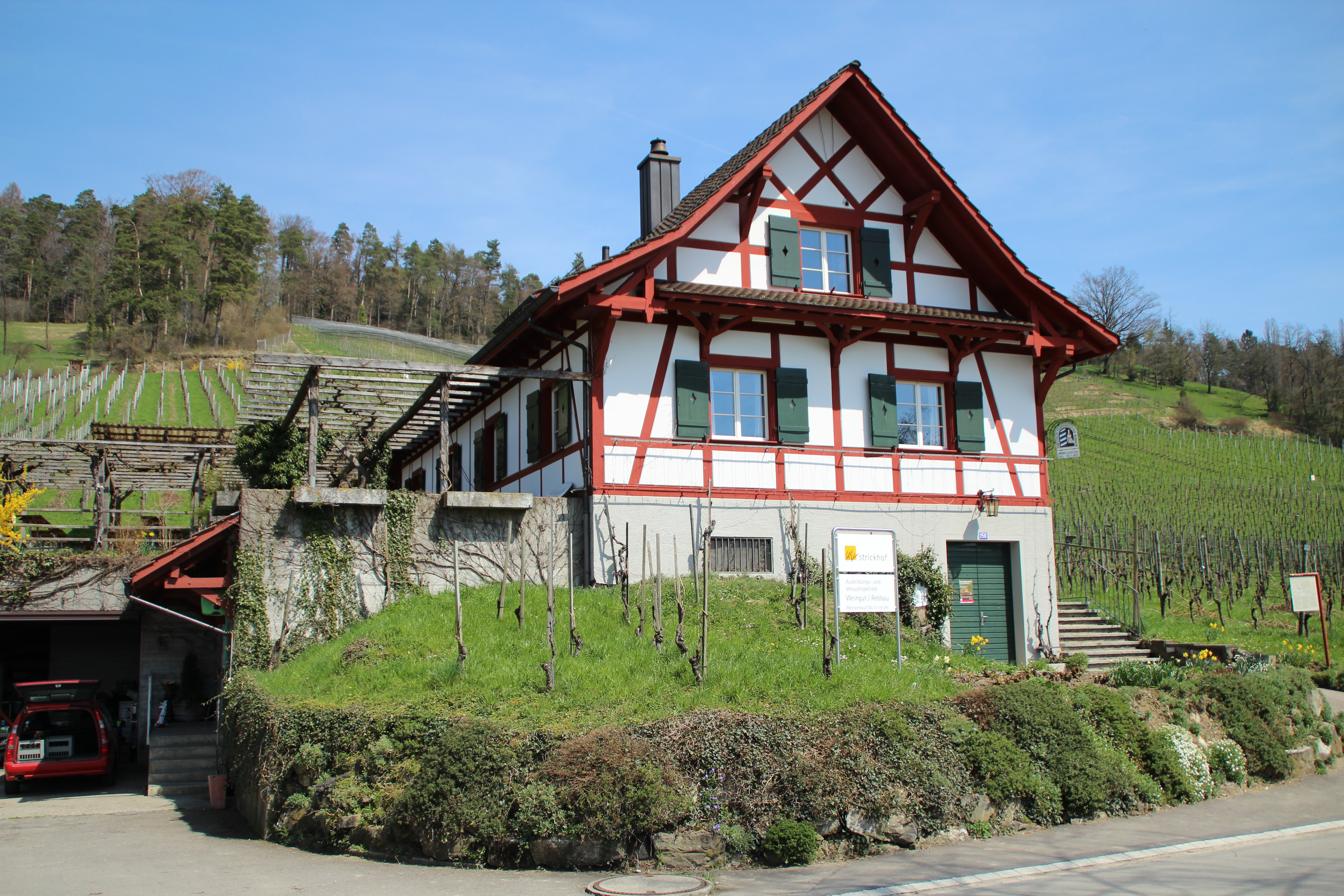
Rebbauversuchsbetrieb des Strickhofs am Wolfensberg

Die Kinder des Quartiers besuchen Kindergarten und Primarschule in der Schulanlage Talhof, die Oberstufe im Quartier Oberfeld südlich der Wülflingerstrasse. Weiterführende Schulen gibt es im Stadtzentrum.
Im westlichen Teil des Quartiers steht die Winterthurer Niederlassung der Landwirtschaftlichen Schule Strickhof.

## Verkehrsanbindung
Die durch das Quartier führende Bahnstrecke Winterthur–Schaffhausen verlässt Winterthur ohne Halt in Wülflingen. Nahe der Bahnlinie verkehren die Trolleybuslinien 2 (Wülflingen–HB–Seen) sowie die Ergänzungslinie 2E (Schloss–HB–Waldegg), die entlang der Wülflingerstrasse fahren und das Quartier in regelmässigen Takt mit dem Hauptbahnhof verbinden. An Wochenenden verkehrt die Nachtbuslinie N67 (Winterthur – Neftenbach – Pfungen – Dättlikon) entlang der Wülflingerstrasse.
Die Wülflingerstrasse ist auch aus Sicht des Individualverkehrs die Haupterschliessungsader, die über die Salomon-Hirzel-Strasse zum Autobahnanschluss Winterthur-Wülflingen an der südwestlichen Ecke des Quartiers führt.

## Kultur und Freizeit
Als Naherholungsgebiet bietet sich der Wolfensberg mit der Sandsteinformation Chöpfi an. Ebenfalls interessant ist das Schloss Wülflingen mit seinem Restaurant.